# Chaparevirus
Het Chaparevirus (wetenschappelijke naam: Chapare virus) is een voor de mens dodelijk virus. De eerste uitbraak van een Chapare-infectie vond plaats in januari 2003, in Samuzabet, in de provincie Chapare, Bolivia. Het virus is lid van de familie van Arenavirussen en wordt waarschijnlijk overgebracht door knaagdieren. De infectie met het virus leidt tot koorts en bloedingen. Het virus heeft één mensenleven gekost.